# Enric Miralles
Enric Miralles Moya (ur. 25 lutego 1955 w Sant Feliu de Codines (Katalonia), zm. 3 lipca 2000 w Barcelonie) – hiszpański modernistyczny architekt urodzony w Katalonii. Wielokrotnie nagradzany za swoją pracę.

## Życiorys
Był nagradzanym hiszpańskim architektem. Jego żoną też była włoska architekt Benedetta Tagliabue. Studiował architekturę w Wyższej Szkole Technicznej Architektury na Uniwersytecie Politechnicznym w Katalonii. I później kontynuował naukę na Uniwersytecie Kolombii w Nowym Jorku. Swoją profesję rozpoczął u Alberta Viaplana (architekt kataloński). Pracował tam do roku 1983. W tym samym czasie był profesorem na Uniwersytecie Technicznym w Katalonii i na Uniwersytecie Kolumbii. Jego warsztat miał trzy etapy. Pierwszy (1983–1990) pracował ze swoją pierwszą żoną, Carme Piños. W drugim pracował sam (1990–1994). I w latach 1995–2000 zorganizował studio, które nazwał EMBT i rozpoczął pracę z Benedettą Tagliabue, swoją drugą żoną. W ostatnich latach swojego życia bardzo ważny był dla niego jego projekt. Dedykował go intensywnej formie w tym projekcie. Dotyczył dzieła, które dokładnie oddawało styl Mirallesa. W swoim krótkim życiu Miralles otrzymał wiele nagród. Np. Złotego Lwa na Biennale Architektury w Wenecji (1996). Był profesorem nadzorującym w wielu szkołach architektury, nie wyłączając w tym Harvardu. Wiele jego dzieł nie może być skończonych (Parlament Szkocki czy Budynek Gazu Naturalnego w Barcelonie (Torre Marenostrum). Jego żona Benedetta Tagliabue nadal prowadzi studio EMBT i stara się ukończyć prace swojego męża.

## Twórczość

### Miralles-Piños
- Szkoła La Llauna
- Pokrycie placu głównego w Parets del Vallés
- Park Cmentarny w Igualadzie
- Tiro con Arco (Łuk ze strzałą)
- Hotelarskie Centrum Społeczne
- Centro Social La Mina
- Dom Garaua Agustíego
- Szkoła domowa w Morelli
- Pokrycie w Paseo Icaria
- Dom Pogłosek

### Enric Miralles
- Siedziba Cyrku w Lectores
- Centrum Gimnastyki Rytmicznej i Sportu
- Miejski Pałac Sportu
- Wieża Kontrolna Lotniska w Alicante
- Most Przemysłowy dla trasy Camy-Nestlé
- Aula na Uniwersytecie w Walencji
- Powiększenie Muzeum Królewskiego w Kopenhadze
- Muzeum Sztuki Współczesnej w Zaragozie
- Powiększenie Rosenmuzeum w Steinfurth
- Muzeum Sztuki Nowoczesnej w Helsinkach
- Szpital Geriatryczny w Palamós
- Nowe dojście do Stacji w Takaoka
- Pawilon medytacji w Unazuki
- Audytorium w Kopenhadze
- Kościół i Centrum Kościelne w Rzymie
- Powiększenie fabryki szkła w Seele
- Nowe centrum w Porcie w Bremerhaven
- Małe niemiecki domy z drewna
- Park publiczny i wypożyczalnia gier i zabawek w Mollet

### EMBT
- Renowacja rynku w Santa Caterina
- Reforma chodnika na ulicy Mercaders
- Renowacja domu w La Clota
- Przystań (Saloniki,Grecja)
- Renowacja Ratusza (Utrecht, Holandia)
- Szkoła Architektury w Walencji
- Dom Damge
- Pałac Sportu w Chemnitz
- Pałac Sportu w Lipsku
- Laboratorium Uniwersyteckie w Dreźnie
- ”Kolonihaven” (Domek z drewna)
- Dom Klubu Golfowego w Fontanals
- Poszerzenie Cmentarza w San Michele de Isola
- Parlament Szkocki w Edynburgu – zakończony pośmiertnie
- Biblioteca Publiczna w Palafolls
- Muzeum Maretas w Lanzarote
- Park Przekątnego Morza w Barcelonie
- Park Świętej Róży w Mollet
- Biblioteka Narodowa Japonii (Tokio, Japonia)
- Sześć mieszkań w Borneo Eiland
- Szkoła Muzyczna w Hamburgu
- Miasteczko Uniwersyteckie na Uniwersytecie w Vigo
- Trybunał Sprawiedliwości w Salerno
- Budynek Gazu Naturalnego w Barcelonie - zakończony pośmiertnie
- Folwark Moore
- Ekrany Akustyczne w Gran Vía w Cortes Catalanas, Barcelona.
- Plac bazaru (Las Huesas)